# Hall Johnson
Hall Johnson (Athens, 12 marzo 1888 – 30 aprile 1970) è stato un attore e cantante statunitense. Veniva accreditato nelle produzioni cinematografiche con il nome "Hall Johnson Choir" insieme al suo gruppo canoro.
Fin da giovane lavorò come cantante, direttore d'orchestra e arrangiatore.
In seguito, entrò a far parte del mondo del cinema in cui lavorò sia come attore che come cantante.

## Filmografia

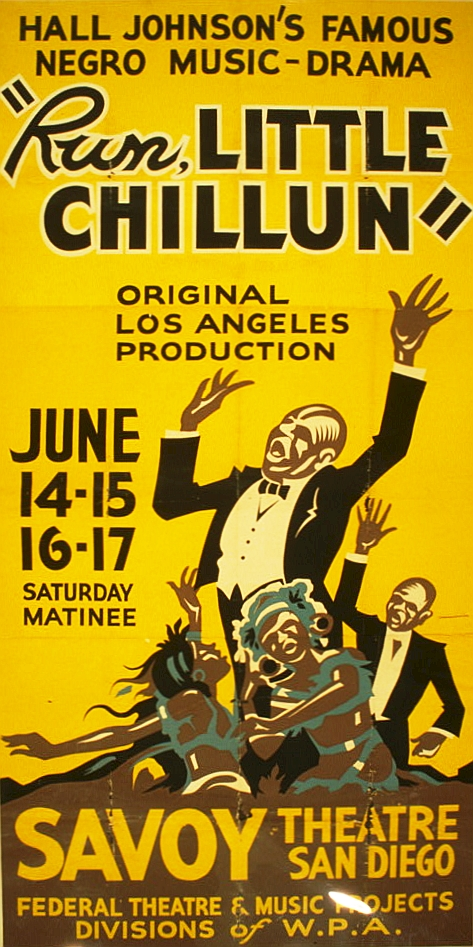
Poster dello spettacolo Run, Little Chillun di Hall Johnson a San Diego

- La reginetta dei monelli (Dimples), regia di William A. Seiter (1936)
- Il canto del fiume (Swanee River), regia di Sidney Lanfield (1939)
- Dumbo - L'elefante volante (Dumbo), registi vari (1941) – voce
- Signora per una notte (Lady for a Night), regia di Leigh Jason (1942)